# Језик за описивање странице
Странично описни језик (СОЈ) је језик који описује изглед штампане странице у вишем нивоу него стварне излазне битмапе. Преклапани термин је језик контроле штампача, који обухвата Хевлет-Пакардов је ПЦЛ. ПостСкрипт је један од најважнијих назначених језика описа страница. Адаптација Језика за обележавање од ПДЛа је странично описни језик за обележавање.
Странично описни језици су текстуални или бинарни токови података. У принципу, исти ток података би могао бити изражен више пута за стварање више копија исте слике. Они се разликују од графика АПИа као што су ГДИ и OpenGL што се може позвати помоћу софтвера за генерисање графичког излаза.

## Листа
Разни језици описа страница постоје:
- НПФ, Напредна презентација функционалности (IBM)
- Кенон ГАРО, Графички Језик уметности са Растер Операцијом [1]
- Језик описа странице заједничких интереса
- КЈКШ, Комтек Језик Контроле Штампачаа (Зебра, Комтек)
- ДПЈ, Датамакс Штампарски Језик
- ДТПЈ, Датамакс Тикет Штампарски Језик
- ДВИ, Уређајно независни, излаз из TeX
- E411, Емулација 411, за тикетирање и лет траку (АТЦ) система (од ИЕР)
- ЕПЈ, Елтрон програмски језик
- Енвој, језик описа странице креиран од стране ВрлдПрфект Корпоришн
- ЕСЦ/П, Епсон Стандардни код за штампаче, једноставан језик углавном корипћен у матричним штампачима
- ЕСЦ/П2, као повећана верзија ЕСЦ/П
- ЕСЦ/ПАГЕ, епсон стандард код за штампачке странице странице, језички описни језик  (distinct from ESC/P) који се користи у Епсон ласерским штампачима, нарочито јапанским моделима
- ЕСЦ/ПОС, Епсон стандардни код за POS штампаче
- ПДЈ, Пријатељски Дух језик, користе га Бока Систем штампачи
- ХП-ГЛ и ХП-ГЛ/2, геометриски језик уведен од стране Хјулета Пакарда за плотере с пером, и данас у употреби за техничке цртеже
- Интерпрес (Зирокс)
- ММЖСП, Мастило млазни жтампач тока података (од Кодака)
- ИШТП, Интелигентни штампач тока података (by IBM)
- КЈОС, Кјуосера језик описа странице
- ЛЦДС/Метакод, Зирокс формат штампања тока који је коришћен у њиховим старијим штампачима велике брзине
- АМОС, Архитектура мешавине објекта садржине (IBM)
- МТШЈ, Манесман Тали штампарски језик
- ПЦЛ, Штампарски командни језик (Хјулет-Пакард)
- ПДФ*, Преносиви документациски формат (Адоби системи), сад ИСО 32000[2]
- ПостСкрипт (Adobe системи)
- ПШТП, Персонални штампарски ток података од IBМа
- ОПШТ, Оплемењен штампарски командни ток од Рикоха
- Звездана линија мод, варианта одf ЕСЦ/ПОС коришћених од звезда штампача
- СЈШ, Самсунг језик штампача, спецификације се могу наћи на http://splix.sf.net/
- SVG, HTML базиран графички описни језик примарно развијан за светску мрежу
- ТСПЈ, ТСЦ штампарски програмски језик
- ТТП, штампарски језик за бивши Швекоин (сада Зебра) киоск штампаче
- УБР (Ултра брзи Рендеринг), власнички језик кога користи Канон
- ЗИС, Зероксова излазна секвенца
- ХПС, XML Документна спецификација уведена у Виндоус Висти
- ZJS, Зенографички ЗјТок језик описа странице
- ЗПЈ, Зебра програмски језик
- ИГП/ПГЛ, Принтроникс графички језик